# أيفي غونتر
أيفي غونتر (بالإنجليزية: Ivy Gunter)‏ هي عارضة أمريكية، ولدت في 22 يونيو 1950.